# Гузійов Ігор Іванович
І́гор Іва́нович Гузі́йов — підполковник Збройних сил України.

## З життєпису
Станом на жовтень 2021 року — начальник третього відділу Ізюмського районного територіального центру комплектування та соціальної підтримки Харківської області.

## Нагороди
За особисту мужність і героїзм, виявлені у захисті державного суверенітету та територіальної цілісності України, вірність військовій присязі під час російсько-української війни
- нагороджений орденом Данила Галицького (22.1.2015).